# Миць, Захар Геннадьевич
Захар Геннадьевич Миць (род. 19 июля 2003, Москва) — российский хоккеист, нападающий.

## Биография
Воспитанник московской хоккейной школы «Русь». В сезонах 2020/21 — 2021/22 играл за команду НМХЛ «Дизелист» Пенза, в январе — феврале 2022 года также провёл шесть матчей за «Дизель» в ВХЛ. Перед сезоном 2022/23 перешёл в систему ХК «Сочи», стал играть за команду МХЛ «Капитан» Ступино. В сезоне-2023/24 также сыграл четыре матча за «Ростов» в ВХЛ и два — за «Сочи» в КХЛ. 3 мая 2024 года продлил контракт с клубом на два года.